# NGC 7781
NGC 7781 este o galaxie situată în constelația Peștii. A fost descoperită în 16 august 1830 de către John Herschel. Se află la o distanță de 76,39 de megaparseci de Pământ.